# Volker Beck (atlet)
Volker Beck (n. 30 iunie 1956, Nordhausen, Republica Democrată Germană, Germania) este un atlet ce a reprezentat Republica Democrată Germană, medaliat olimpic. A participat la o ediție a Jocurilor Olimpice (1980) în care a câștigat o medalie de aur și o medalie de argint în probele de 400 m garduri și 4x400 m.

## Palmares
| An   | Competiție                      | Locație                      | Loc | Eveniment     | Note    |
| ---- | ------------------------------- | ---------------------------- | --- | ------------- | ------- |
| 1975 | Campionatul European de Juniori | Atena, Grecia                | 2   | 400 m garduri | 51,46   |
| 1975 | Campionatul European de Juniori | Atena, Grecia                | 1   | 4×400 m       | 3:08,7  |
| 1977 | Cupa Europei                    | Helsinki, Finlanda           | 1   | 400 m garduri | 48,90   |
| 1977 | Cupa Mondială                   | Düsseldorf, Germania de Vest | 2   | 400 m         | 45,50   |
| 1977 | Cupa Mondială                   | Düsseldorf, Germania de Vest | 2   | 400 m garduri | 48,83   |
| 1979 | Cupa Europei                    | Torino, Italia               | 3   | 400 m garduri | 48,58   |
| 1979 | Cupa Europei                    | Torino, Italia               | 2   | 4×400 m       | 3:02,16 |
| 1979 | Cupa Mondială                   | Montréal, Canada             | 4   | 400 m garduri | 49,66   |
| 1980 | Jocurile Olimpice               | Moscova, Uniunea Sovietică   | 1   | 400 m garduri | 48,70   |
| 1980 | Jocurile Olimpice               | Moscova, Uniunea Sovietică   | 2   | 4×400 m       | 3:01,3  |
| 1981 | Cupa Europei                    | Zagreb, Iugoslavia           | 1   | 400 m garduri | 48,94   |
| 1981 | Cupa Mondială                   | Roma, Italia                 | 2   | 400 m         | 49,16   |
| 1981 | Cupa Mondială                   | Roma, Italia                 | 6   | 4×400 m       | 3:03,63 |